# David van der Kellen
David van der Kellen, född 1827, död 1895, var en nederländsk målare och konsthistoriker. Han var bror till Jan Philip van der Kellen.
Van der Kellen målade romantiska genrebilder, huvudsakligen pastischer i holländsk 1600-talsstil. Från mitten av 1800-talet publicerade han en serie praktverk om holländsk konst med etsningar av honom själv och verkade senare som direktör vid det på hans initiativ inrättade Rijksmuseum i Amsterdam.